# Ammophila macra
Ammophila macra är en biart som beskrevs av Cresson 1865. Ammophila macra ingår i släktet Ammophila och familjen grävsteklar. Inga underarter finns listade i Catalogue of Life.